# Carole Chabrier
Pour les articles homonymes, voir Chabrier.
Carole Chabrier, née le 17 mars 1947 à Paris, est une présentatrice de télévision franco-monégasque, qui a présenté des émissions à l'ORTF, à TF1 et à TMC. 

## Biographie
Tout au long des années 1970 et 1980, Carole Chabrier est animatrice de la chaîne française de RMC (Radio Monte Carlo), où elle officie surtout dans des émissions de variétés aux côtés de Jean-Pierre Foucault. 
Elle est porte-parole de Monaco au Concours Eurovision de la chanson de 1975 à 1979.
Elle travaille comme commentatrice au parc d'attractions OK Corral.

## Émissions de télévision
- Le Monde de l'accordéon sur ORTF
- Réponse à tout sur TF1 de 1976 à 1982[1]
- Monte-Carlo Méditerranée Magazine en 2005[2].